# Салата Микола Ількович
Салата Микола Ількович (Псевдо: «Бурий», «Довгий», «Кавка», «Павук», «00-2»; 1921, с. Гільча Друга, Здолбунівський район, Рівненська область — 1 вересня 1953, с. Лідихів, Кременецький район, Тернопільська область) — лицар Бронзового хреста бойової заслуги УПА.

## Життєпис
Керівник кур'єрської групи, яка обслуговувала керівника збройного підпілля ОУН В. Кука — «Леміша». 
Загинув внаслідок зради у бою з оперативною групою МДБ.

## Нагороди
- Згідно з Наказом командування УПА-Північ ч. 2/52 від 15.07.1952 р. хорунжий УПА Микола Салата – «Павук» нагороджений Бронзовим хрестом бойової заслуги УПА.

## Вшанування пам'яті
14.10.2017 р. від імені Координаційної ради з вшанування пам’яті нагороджених Лицарів ОУН і УПА у м. Здолбунів Рівненської обл. Бронзовий хрест бойової заслуги УПА (№ 014) переданий Олексію Салаті, племіннику Миколи Салата – «Павука».